# Meschede
Meschede település Németországban, azon belül Észak-Rajna-Vesztfália tartományban. Lakosainak száma 29 988 fő (2023. december 31.). Meschede Arnsberg és Sundern községekkel határos.

## Fekvése
Soesttől délre található.

## Népessége
| Lakosok száma | 32 472 | 30 002 | 30 086 | 29 921 | 29 608 | 30 025 | 29 988 |
|               | 1975   | 2014   | 2017   | 2019   | 2021   | 2022   | 2023   |

## Leírása
A Ruhr felső folyásánál épült városnál ömlik a Ruhrba a Henne folyó. Temploma a 17. században épült, benne 19. századi kriptával.
A várostól 1 km-rel délre található a Henne víztároló (Henne Stausee) és a Laer-vízivár (Wassersshloss Laer).

## Galéria

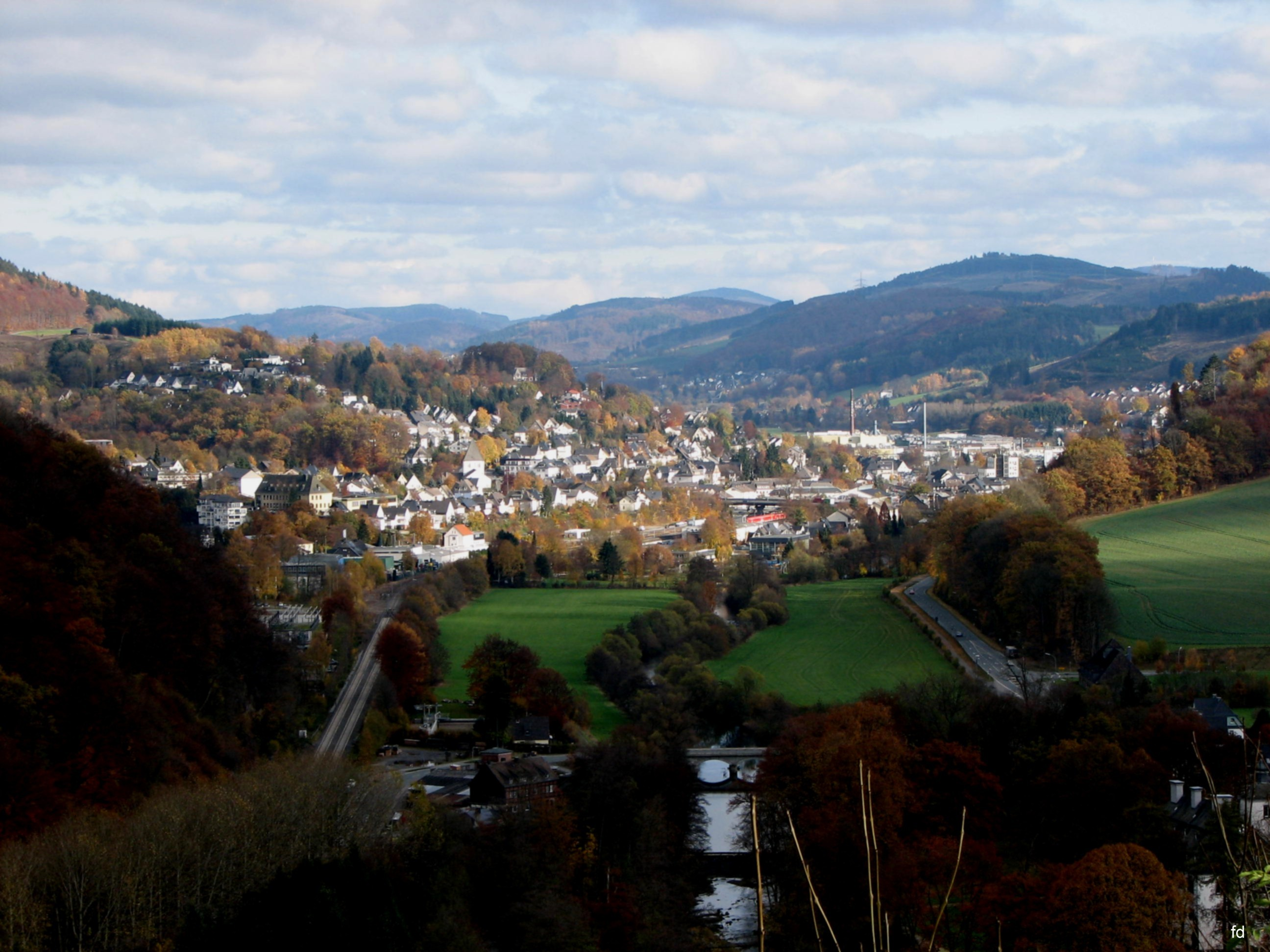
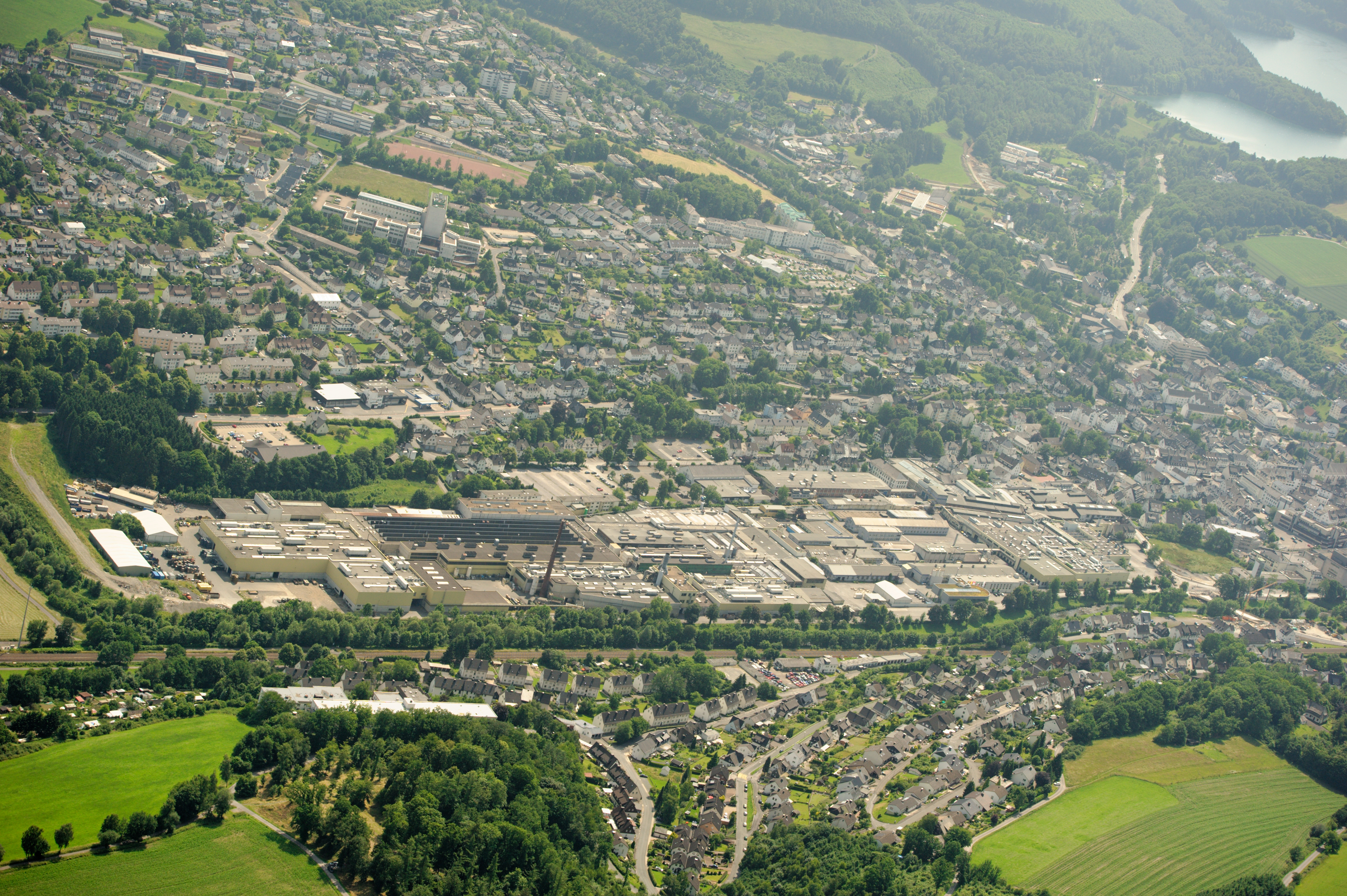
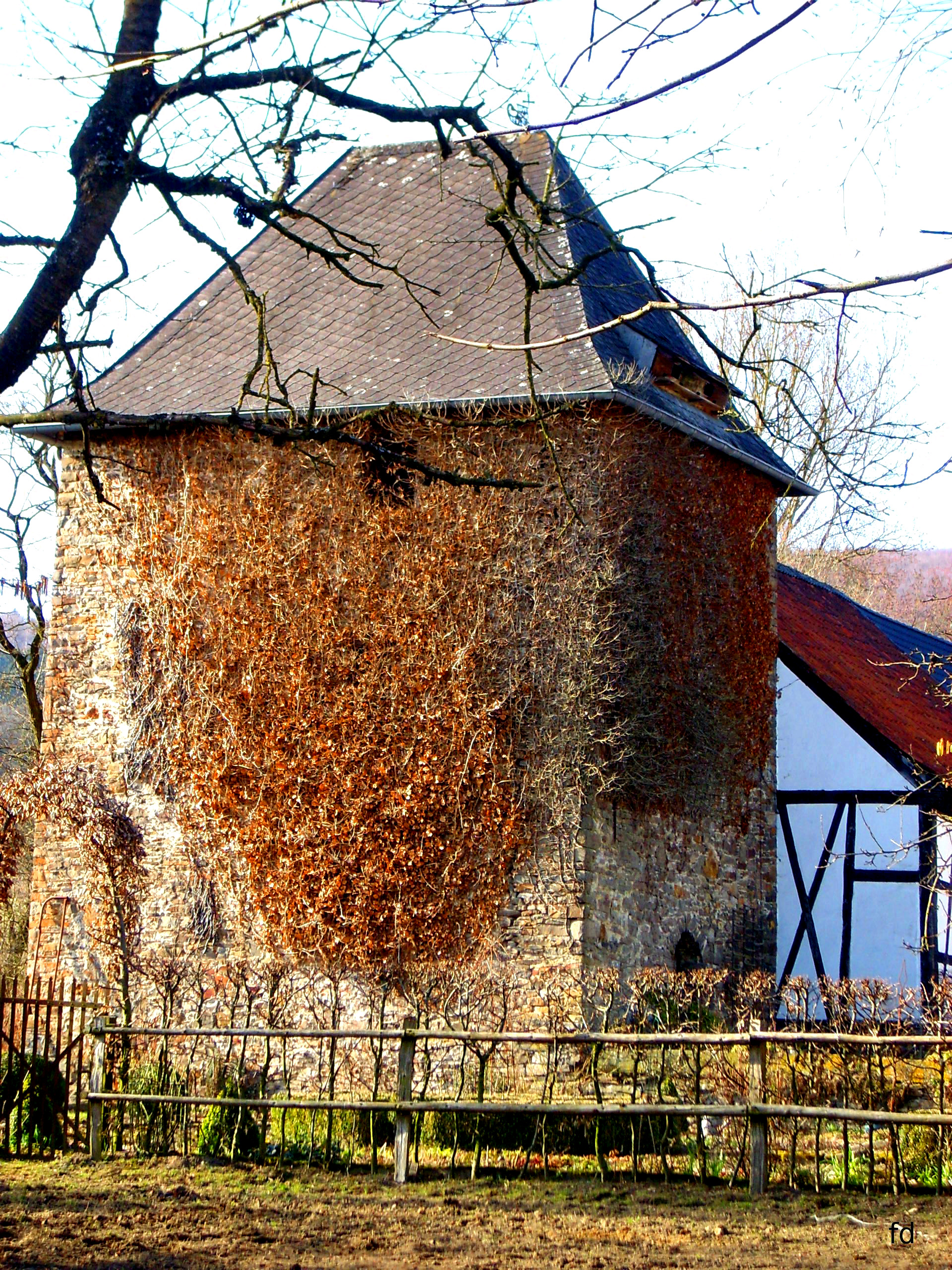
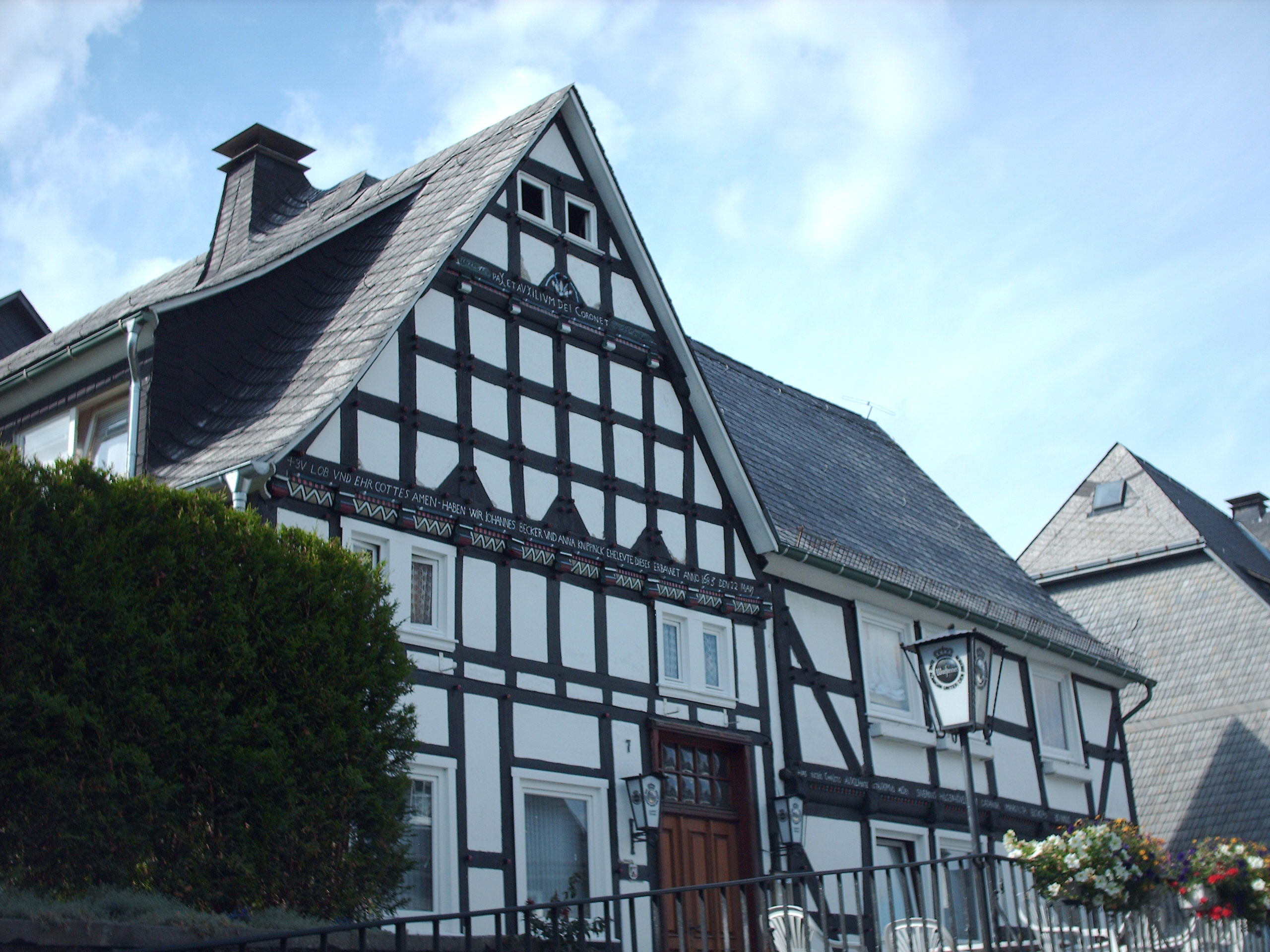
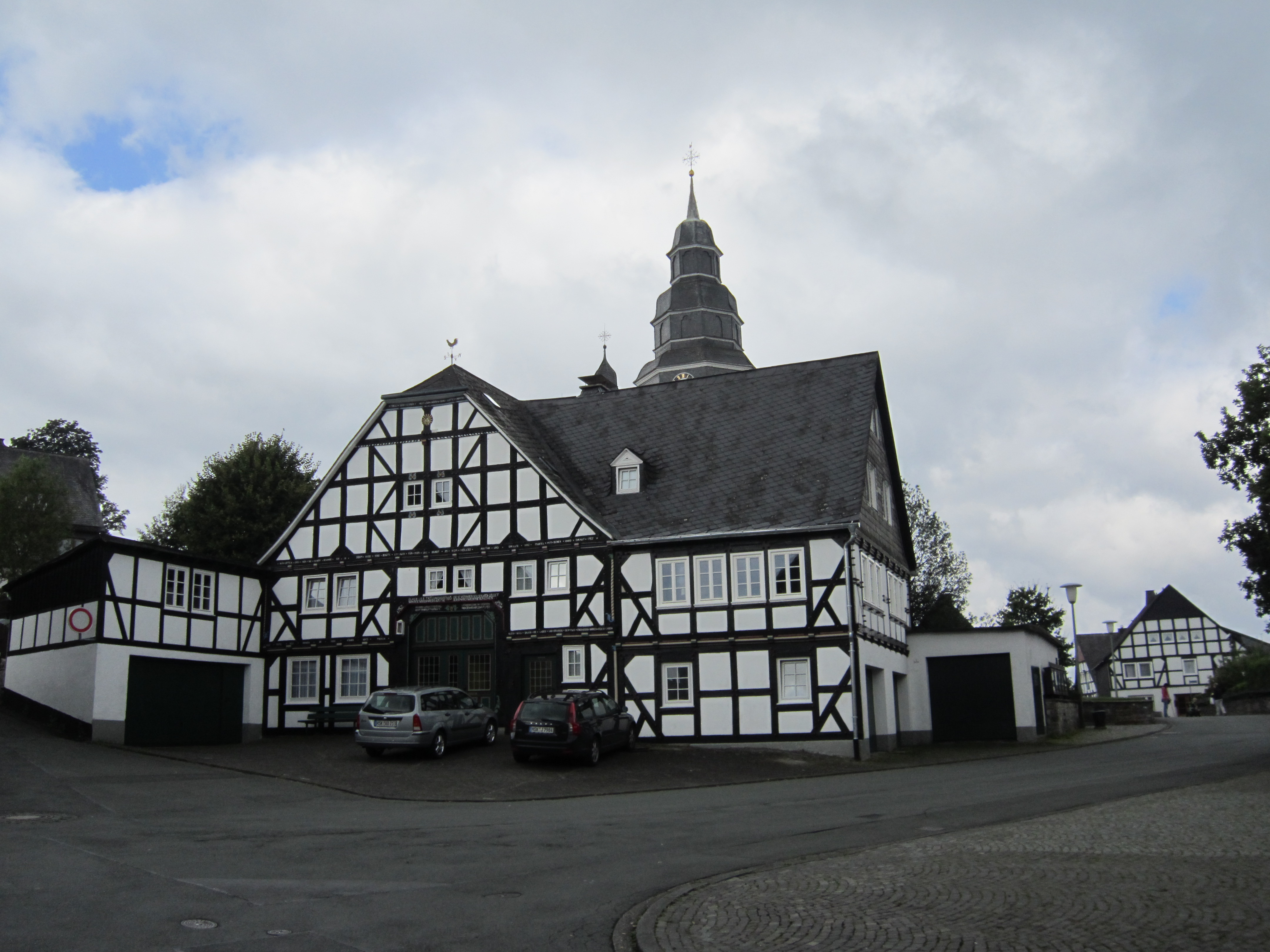
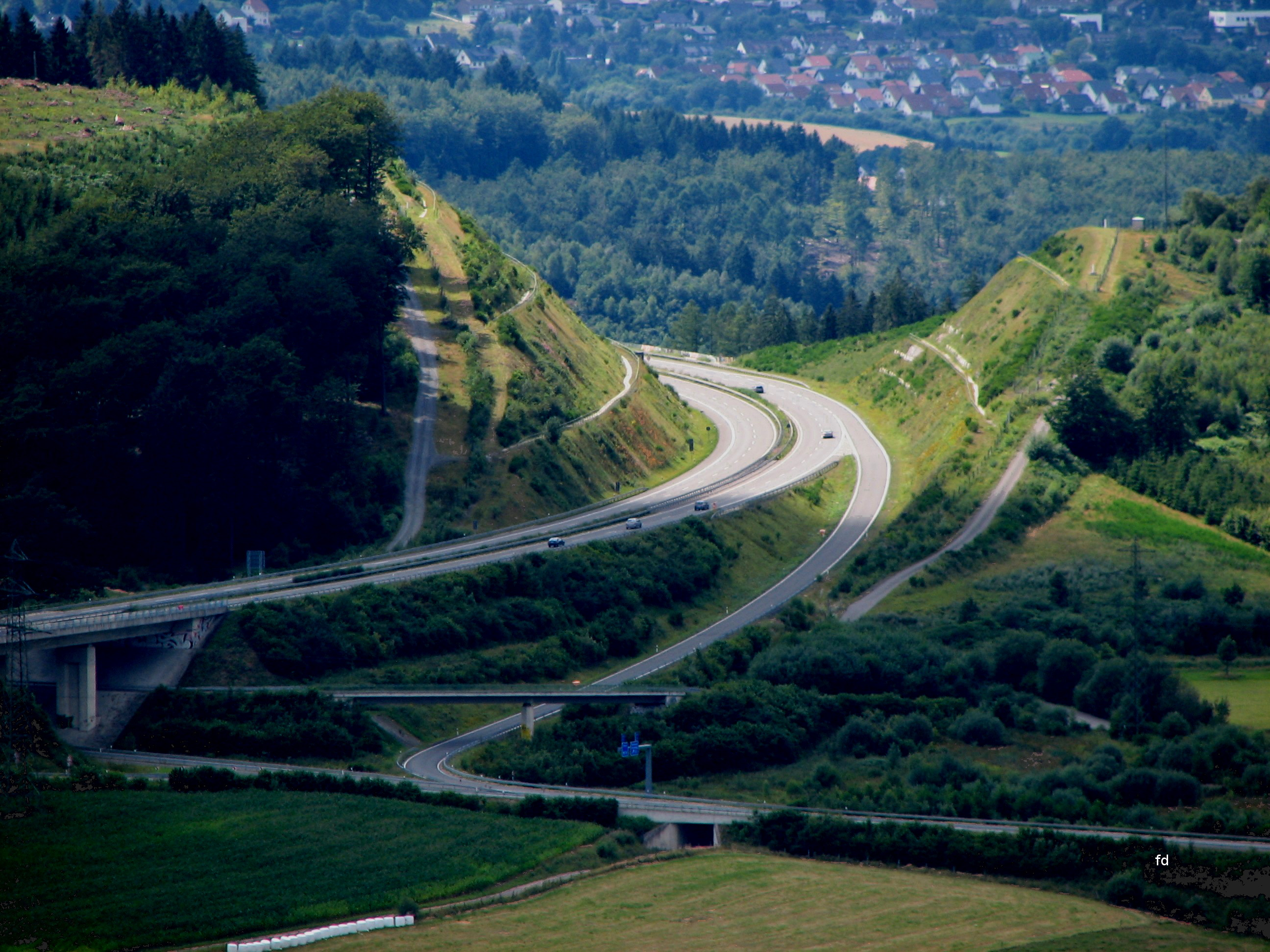
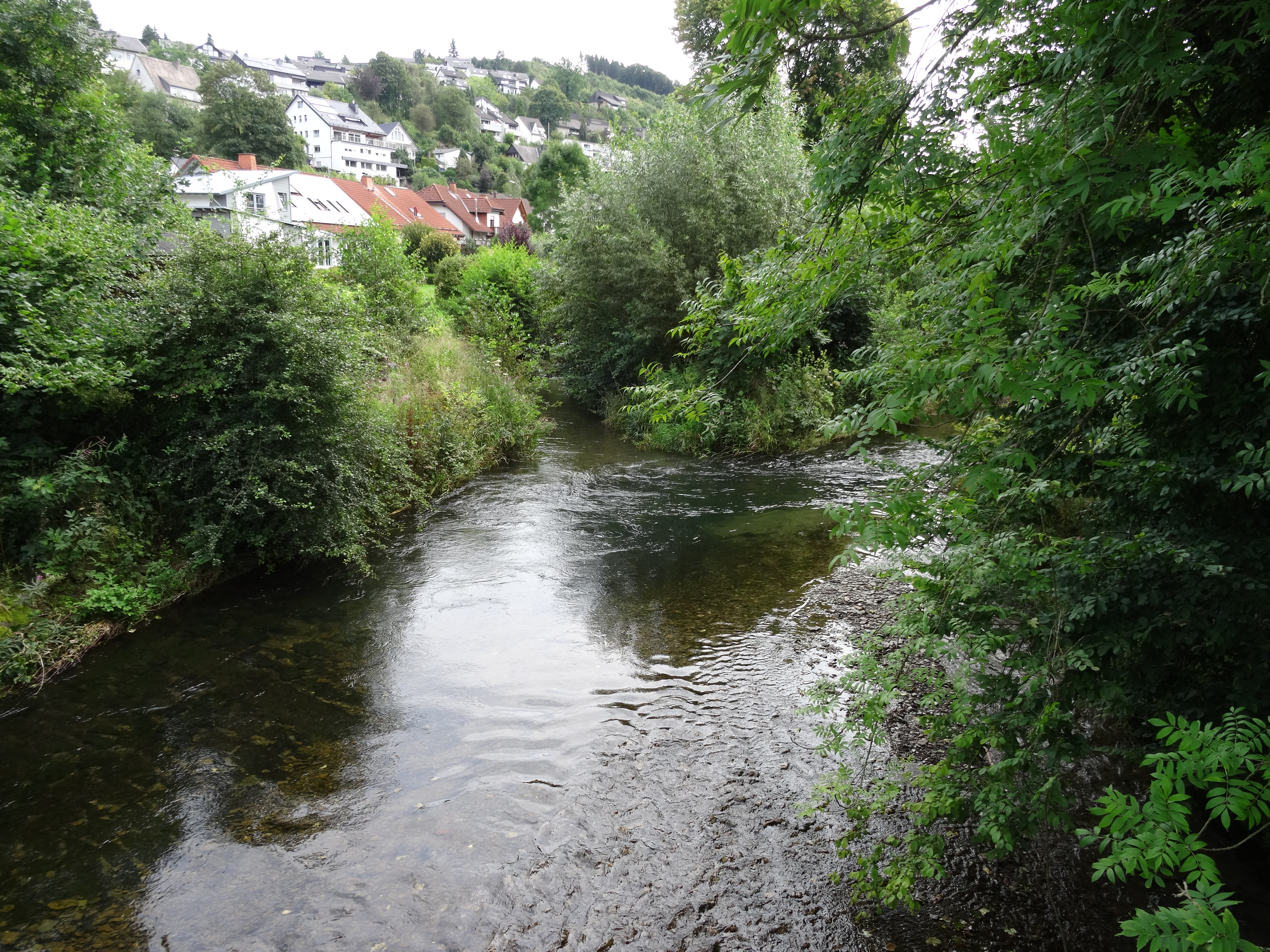
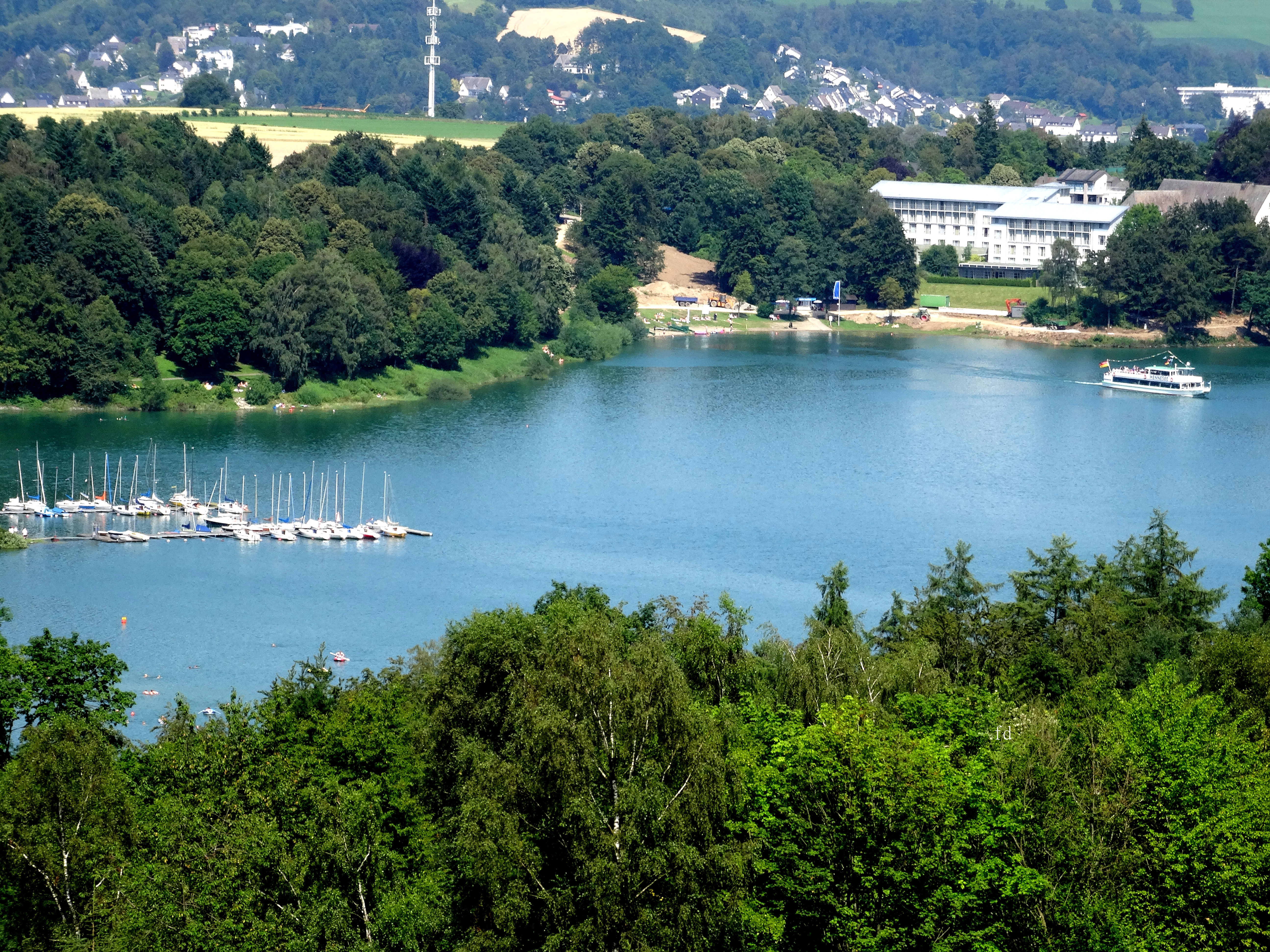
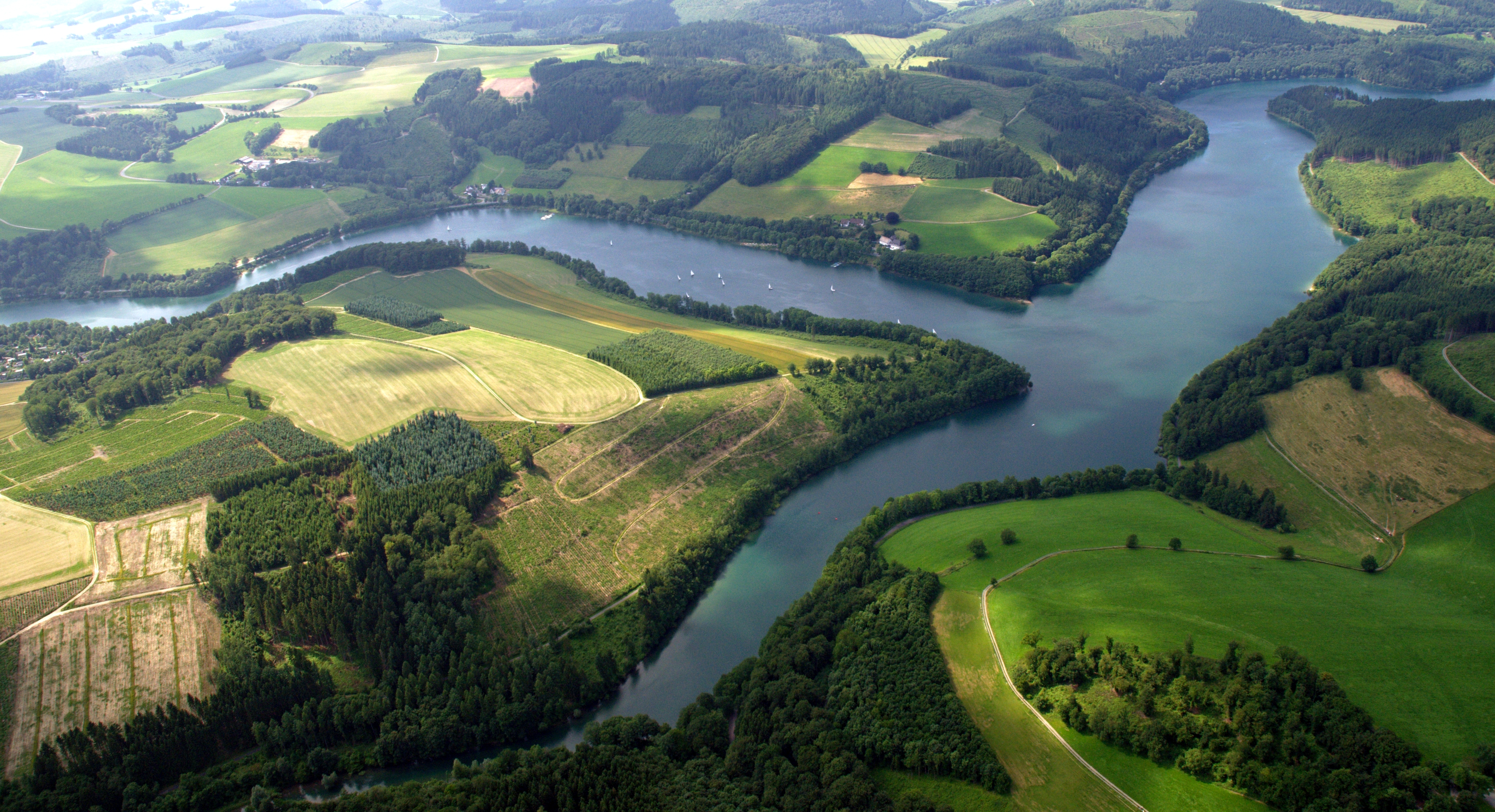

## Nevezetességek
- Königsmünster apátság
- Stiftkirsche
- Laer-vízivár